# Хауценберг
Хауценберг (нем. Hauzenberg) — город и городская община в Германии, в Республике Бавария.
Община расположена в правительственном округе Нижняя Бавария в районе Пассау. Население составляет 12 060 человек (на 31 декабря 2010 года). Занимает площадь 82,82 км². Официальный код  —  09 2 75 126.

## Население
По оценке на 31 декабря 2015 года население общины Хауценберг составляет 11 523 чел. 

| Дата      | 1840 | 1871 | 1900 | 1925 | 1939 | 1950 | 1961  | 1970  | 1987  | 2011  |
| --------- | ---- | ---- | ---- | ---- | ---- | ---- | ----- | ----- | ----- | ----- |
| Население | 4301 | 4438 | 4933 | 6482 | 7477 | 9876 | 10244 | 11319 | 11857 | 11657 |

| Год       | 1960  | 1970  | 1980  | 1990  | 2000  | 2009  | 2010  | 2011  | 2012  | 2013  | 2014  | 2015  |
| --------- | ----- | ----- | ----- | ----- | ----- | ----- | ----- | ----- | ----- | ----- | ----- | ----- |
| Население | 10026 | 11446 | 11494 | 12159 | 12428 | 12054 | 12060 | 11642 | 11630 | 11608 | 11564 | 11523 |

## Города-побратимы
- Феклабрук, Австрия
- Словень-Градец, Словения
- Чески Крумлов, Чехия